# Karl Heinrich von Gros
Karl Heinrich Gros, ab 1818 von Gros, (* 10. November 1765 in Sindelfingen; † 9. November 1840 in Stuttgart) war ein deutscher Jurist und Hochschullehrer.

## Leben
Karl Heinrich von Gros war der Sohn von Christoph Ferdinand Gros (* 19. Oktober 1732 in Kirchheim unter Teck; † 5. März 1808 in Urach), späterer Spezialsuperintendent von Urach und dessen Ehefrau Regine Elisabeth (* 22. September 1744; † unbekannt), eine Tochter von Johann Benjamin Hummel (1712–1790), Pfarrer in Sindelfingen.
Seine Geschwister waren:
- Eberhardine Regine (* 26. Juni 1763 in Sindelfingen; † unbekannt), verheiratet mit Christian Jakob Baur (1755–1817), Dekan in Blaubeuren;

- Charlotte Christiane (* 18. November 1764; † unbekannt), verheiratet mit Erich Heinrich Rieker, Stadtschreiber in Wildberg;

- Luise Auguste (* 3. August 1767; † unbekannt);

- Benjamin Friedrich (* 14. Juni 1769; † unbekannt), Hofrat, Leibmedikus in Bruchsal;

- Sophie Friderica (* 7. Juni 1771; † unbekannt);

- Christiane Friderica, verheiratet mit Eberhard Ludwig Cramer, Apotheker.

Er wurde bereits in der Kindheit schulisch durch seinen Großvater mütterlicherseits, Stadtpfarrer Hummel in Sindelfingen, vorbereitet. In der Zeit von 1779 bis 1783 besuchte er die Klosterschulen in Blaubeuren und Bebenhausen. 1783 begann er an der Universität Tübingen im Wintersemester ein Philosophie- und Theologie-Studium und erhielt am 5. Dezember 1783 den Baccalaureus phil. sowie am 22. September 1785 den Magister phil. Nach dem Studium war er von 1788 für fünf Jahre als Hofmeister Erzieher der königlichen Prinzen von Württemberg Wilhelm I. und Paul von Württemberg angestellt. Durch die Verhältnisse am Hof sowie durch die Beeinflussung durch die kritische Philosophie wandte er sich der Rechtslehre zu und begann 1793 ein entsprechendes Studium an der Universität Jena, dort wurde er durch seine Kontakte zu Friedrich Schiller, Friedrich Immanuel Niethammer, Carl Leonhard Reinhold, Johann Jakob Griesbach, Christian Gottfried Schütz und Wilhelm von Humboldt geprägt. 1794 setzte er sein Studium an der Universität Göttingen fort; dort verkehrte er überwiegend mit dem Historiker Ludwig Timotheus Spittler. 1795 wurde er zum Dr. jur. habilitiert und war als Privatdozent für Rechte an der Universität Göttingen tätig.
Der damalige preußische Minister für die fränkischen Herzogtümer, Freiherr Karl August von Hardenberg, der einige Güter in der Nähe von Göttingen besaß, wurde auf Karl Heinrich von Gros aufmerksam und bewirkte dessen Ernennung zum sechsten Professor zum 1. Juni 1796 an der damals preußischen Universität Erlangen. 1797 wurde er zum vierten Professor ernannt und in den Senat aufgenommen. Zum Eintritt in die juristische Fakultät am 26. Oktober 1798 verfasste er die Dissertation De notione poenarum forensium, in der er zur gleichen Zeit, jedoch unabhängig von Paul Johann Anselm von Feuerbach, zur Begründung des Strafrechts eine Theorie des psychologischen Zwanges aufstellte.
1800 wurde er als Nachfolger von Ernst Ferdinand Klein an die Universität Halle berufen; Justizminister Julius Eberhard von Massow versuchte, ihn dort auch zu halten, jedoch folgte er 1802 einer Berufung als Konsulent der württembergischen Landschaft, obwohl er seine akademische Tätigkeit nur ungern aufgab, jedoch wurde ihm die Bestätigung durch Herzog Friedrich versagt. Nach längeren Verhandlungen, in denen die Landschaft dem Herzog das Recht absprach, die Bestätigung ohne Begründung abzulehnen, wandte sich die Landschaft mit einer Beschwerde an den kaiserlichen Hofrat und Karl Heinrich von Gros wurde nach Wien entsandt. Minister von Hardenberg, der den Streit aufmerksam verfolgt hatte, konnte Karl Heinrich von Gros wieder für die Universität Erlangen gewinnen, nachdem der Herzog nochmals erklärt hatte, dass er die Bestätigung niemals erteilen werde. Inzwischen war jedoch über die landständische Beschwerde entschieden worden und mit Mandat vom 16. August 1804 befahl der Reichshofrat dem Herzog die Bestätigung sofort zu erteilen. Als das Mandat am 21. August 1804 in Stuttgart eintraf, befahl der Herzog die sofortige Festnahme von Karl Heinrich von Gros, weil dieser als Lehrer des gegen ihn opponierenden und nach Paris geflohenen Sohnes Wilhelm I. besonders verdächtig erschien, und ließ diesen, nachdem seine Papiere versiegelt worden waren, auf den Hohenasperg abführen; dort blieb er für fünf Wochen in Haft. Minister von Hardenberg konnte am 28. September 1804 seine Freilassung erwirken und Gros reiste umgehend nach Erlangen, um dort den Titel eines königlich-preußischen Hofrats zu erhalten und begann als ordentlicher Professor mit den Vorlesungen des Wintersemesters. Im Wintersemester 1804/1805 trat er sein Amt als dritter Professor für Pandekten an. Er blieb bis 1817 in seinem Lehramt und lehnte mehrere Berufungen an andere Universitäten ab. 1810/1811 wurde er zum Prorektor und Prokanzler gewählt.
Am 1. März 1805 trat er von seinem Amt als württembergischer Landschaftskonsulent zurück.
Im März 1817 kehrte er in seine Heimat zurück und nahm die Stelle eines Präsidenten des königlich württembergischen Kriminaltribunals in Esslingen ein, darauf wurde er Ende 1817 als Präsident des Obertribunals und außerordentlicher Assessor des Königlichen Geheimen Rats in Stuttgart und 1820 als königlicher Geheimrat in die dortige zweite Abteilung berufen. 1818 wurde er Mitglied der Kommission zur Ausarbeitung einer neuen Verfassung; am 13. Juli 1819 nahm er, als einer von vier Königlichen Kommissaren, an der Beratung der Verfassung mit den Landständen teil. Von 1820 bis 1839 war er Mitarbeiter am Strafgesetzbuch und der Strafprozessordnung.
1801 heiratete er Christiane, die Tochter des Göttinger Gymnasialdirektors Jeremias Nicolaus Eyring (1739–1803), gemeinsam hatten sie acht Kinder, von denen ihn zwei Söhne und vier Töchter überlebten.

## Ehrungen
- 1818 wurde er Ritter, hiermit war auch der persönliche Adel verbunden, und 1819 Komtur des Ordens der Württembergischen Krone.
- 1830 wurde er zum Ritter des Friedrichs-Ordens ernannt.

## Schriften (Auswahl)
- Johann Friedrich Flatt; Karl Heinrich von Gros: De theismo Thaleti Milesio abivdicando: dissertatio inauguralis philosophico-historica. Tubingae: Litteris Fuesianis 1785.
- Geschichte der Verjährung nach römischem Rechte. Göttingen 1795.
- Praemittuntur Meditationes quaedam de justo Philosophiae usu in tractando jure Romano: ad audiendam orationem quam pro munere professoris iurium publici ordinarii habiturus est. Erlangae 1796.
- Ad Avdiendam Orationem Qvam Pro Mvnere Professoris Ivrivm Pvblici Ordinarii In Regia Academia Friderico-Alexandrina Rite Adevndo D. XIII. Octobris MDCCXCVI Habitvrvs Est Observantissime Invitat Carolus Henricvs Gros Ph. Et I.V.D.: Praemittuntur Meditationes quaedam de justo Philosophiae usu in tractando jure Romano. Erlangae: Junge, 1796.
- Dissertatio juridica de notione poenarum forensium. Erlangae 1798.
- Regiae Friderico-Alexandrinae Litterarvm Vniversitatis Prorector Carolvs Henricvs Gros cvm Procancellario et Reliqvo Senatv Svccessorem Svvm Civibvs Academicis commendat. Erlangae Hilpert 1799.
- Lehrbuch der philosophischen Rechtswissenschaft oder des Naturrechts. Stuttgart und Tübingen 1802
- Memoria Georgii Friderici Seileri civibus academicis commendat prorector. Erlanga, 1807.

1795 veröffentlichte er in Friedrich Schillers Horen einen ausführlichen Artikel, Über die Idee der Alten vom Schicksal, in dem er die klassischen Tragödien mit der Kant’schen Philosophie verband.